# Megachile ovatomaculata
Megachile ovatomaculata är en biart som beskrevs av Pasteels 1965. Megachile ovatomaculata ingår i släktet tapetserarbin, och familjen buksamlarbin. Inga underarter finns listade i Catalogue of Life.